# De la tine pentru mine
De la tine pentru mine (engleză: From Justin to Kelly) este un film de comedie romantică muzicală americană din 2003.
În rolurile principale au jucat Kelly Clarkson alături de finalistul Justin Guarini. Acesta a fost slab primit de către critici  și a strâns doar cinci milioane de dolari din vânzări de box office, mai puțin decât bugetul său. Clarkson a precizat într-un interviu că este șocată de faptul că oamenii i-au trimis scrisori în care mentionau că doar obligația contractuală a implicat-o pe Kelly în acest film.

## Distribuție
- Kelly Clarkson - Kelly Taylor
- Justin Guarini - Justin Bell
- Katherine Bailess - Alexa
- Anika Noni Rose - Kaya
- Brian Dietzen - Eddie
- Greg Siff - Brandon
- Jason Yribar - Carlos
- Christopher Bryan - Luke
- Theresa San-Nicholas - Officer Cutler
- Justin Gorence - Greg
- Kaitlin Riley - Ashley
- Marc Macaulay - Mr. O'Mara
- Jessica Sutta - Bracelet girl
- Zachary Woodlee și Robert Hoffman - dansatori

## Legături externe
- De la tine pentru mine la Internet Movie Database
- De la tine pentru mine la Box Office Mojo
- De la tine pentru mine la Rotten Tomatoes
- De la tine pentru mine la Metacritic
- Despre film pe CineMagia